# The White Stripes
The White Stripes was een Amerikaanse band die bestond uit zanger/(bas)gitarist Jack White (geboren als John Anthony Gillis) en Meg White op de drums. Ze speelden een combinatie van rock, blues en country. Ze waren vooral bekend van de garagerockrevival aan het einde van de jaren negentig.
Op 2 februari 2011 werd bekend dat de bandleden uit elkaar gingen, waarmee de band ophield te bestaan.

## Biografie

### Het begin
The White Stripes werden op 14 juli 1997 opgericht in Detroit. Het is lang onduidelijk geweest of ze broer en zus waren of dat ze een relatie hadden. Ze lieten het zelf in het ongewisse. Later werd bekend dat ze op 21 september 1996 trouwden en op 20 maart 2000 officieel gescheiden zijn. Toch blijven ze elkaar broer en zus noemen tijdens de optredens. Ze besloten zichzelf The White Stripes te noemen omdat Meg White graag pepermunt at.
Hun eerste album, simpelweg The White Stripes genaamd, werd in 1999 uitgebracht door Sympathy For The Record Industry. Dit gold ook voor de opvolger De Stijl, uitgebracht in 2000 en genoemd naar de kunstbeweging van onder meer Gerrit Rietveld. Deze kunststijl werd ook verwerkt in de albumhoes. Dat Jack White een bewonderaar van deze stroming is, spreekt ook uit het feit dat hij vroeger meubels namaakte van Rietveld en dat hij samen met Meg White het Rietveld Schröderhuis bezocht heeft toen ze in Nederland optraden.

### De doorbraak en het succes
Het derde album van The White Stripes was White blood cells. Het werd eerst uitgegeven door Sympathy For The Record Industry, maar later heruitgegeven door V2, het nieuwe platenlabel van de groep. Het was pas bij deze heruitgave dat het album goede kritieken kreeg in het Verenigd Koninkrijk. Zo werden ze in 2002 door Q genoemd in lijstje "50 bands to see before you die".
Op White blood cells stonden de bescheiden hits Hotel Yorba, Dead leaves and the dirty ground en Fell in love with a girl (vergezeld van een opgemerkte videoclip van Michel Gondry). Dit alles zorgde voor het eerste commerciële succes.
De in 2003 verschenen opvolger, Elephant, bracht meer succes. Ze kregen betere kritieken dan voor White blood cells en het album verkocht ook zeer goed. Het album werd bekroond met de Grammy voor het beste alternatieve album van het jaar 2004. Het nummer Seven Nation Army werd bekroond als beste rocknummer van het jaar 2004. Verder bevatte het album ook nog de hits The hardest button to button en I Just Don't Know What to Do with Myself, een cover van Burt Bacharach. Elephant werd door Rolling Stone uitgeroepen tot het 390e beste album ooit.
In afwachting van hun vierde album brachten de White Stripes een live-dvd uit, Under Blackpool lights genaamd. Het is een compilatie van twee concerten gegeven in de Empress Ballroom in Blackpool. Hierop stond ook een single, de cover Jolene van Dolly Parton. Ook dit nummer werd een succes.
Na het grote succes van White blood cells en Elephant, verscheen in 2005 het album Get behind me Satan. Op dit album speelden Jack en Meg White veel rustiger dan op de eerdere albums. Dit kwam vooral doordat Jack veel meer piano speelde dan op ander albums en doordat Meg haar drumstel soms inruilde voor marimba's. Het album werd positief onthaald door de pers en ook de verkoopcijfers stelden niet teleur. Ook werd succes geboekt met de van het album afkomstige singles Blue orchid (een nummer 1-hit in Canada) en My doorbell (genomineerd voor een Grammy in de categorie beste popopvoering van een duo of een groep van het jaar 2006). Het album werd ook bekroond met de Grammy voor beste alternatief album van het jaar 2006.
Datzelfde jaar wist Jack White, samen met Brendan Benson, Jack Lawrence en Patrick Keeler, een flink succes te behalen met zijn band The Raconteurs. De single Steady as she goes werd een grote hit en hun album Broken boy soldiers werd door critici goed onthaald, en in 2008 verscheen het tweede album Consolers of the lonely.
Het zevende en tevens laatste album van The White Stripes is getiteld Under great white northern lights en werd uitgebracht in maart 2010.
Op 2 februari 2011 lieten de The White Stripes weten dat ze besloten hadden om "geen opnames meer te maken en geen optredens meer te geven".

## Muziek

### De drievuldigheid
Jack White zegt altijd dat hij streeft naar de drievuldigheid in zijn muziek. Zo zijn zijn composities altijd geschreven voor drie instrumenten (meestal gitaar, drum en zang). Hij beschouwt de muziek ook als een drievuldigheid van ritme, melodie en samenhang. Dit komt ook terug in de kleuren die typisch zijn voor de Stripes: rood, zwart en wit, de ideale kleurencombinatie volgens Jack White. Ook tekent Jack veel met Jack White III of gewoon III (bijvoorbeeld in de inlay in de cd-boekjes).

### De albums
The White Stripes hadden de gewoonte hun albums op een zeer korte tijd op te nemen. Zo werden de opnames voor Elephant afgerond in acht dagen en die voor Get behind me Satan in minder dan twee weken. De groep gebruikte ook zo weinig mogelijk digitale technologieën, omdat ze vonden dat dit de ziel uit hun werk haalde. Zo werd Elephant bijvoorbeeld volledig analoog opgenomen.
In de laatste drie albums zit een vaste structuur. Het eerste nummer is een single en het laatste is een minder ernstig nummer, een inside joke. Op de hoes zien we altijd Jack en Meg White (ook al bij de eerste drie) en voor de rest staan er binnenin ook veel foto's altijd in het zwart, wit en rood. Elke cd bevat ook een tekst geschreven door Jack.

### De instrumenten
Jack White bespeelt verschillende gitaren, maar de belangrijkste zijn zijn twee 1964 JB Hutto Montgomery Airlines, een Harmony Rocket, een 1970s Crestwood Astral II, en een 1950s Kay Hollowbody. Verder gebruikte hij een Digitech Whammy Pedal om een grotere tessituur te krijgen. Dit was nodig omdat The White Stripes een duo was met een leadgitarist en een drumster en er dus geen basgitaar kon worden gebruikt. Om aan deze lage tonen te geraken of om aan zeer hoge tonen te geraken gebruikte hij dit pedaal.
Meg White heeft een Pearl- en een Ludwig-Musser-drumstel, met op de basdrum een pepermuntjesverpakking in rood en wit. Ze heeft 14" Signature Medium-hihats een 19" Signature Power Crash en een 22" 2002 Ride, allemaal van het merk Paiste. Ze drumt met Vater XD-Rock Wood-drumsticks.

### De liedteksten
De teksten van de songs van de White Stripes werden altijd geschreven door Jack White en zijn bijna nooit politiek. Het nummer Icky thump van de gelijknamige cd gaat over de positie van de Mexicaanse illegalen in de VS. Veel voorkomende thema’s zijn kind zijn en school. Ze zijn vaak geschreven als een bericht naar iemand toe of als een gesprek.
Een persoon die enkele malen opduikt in de liedjes is Suzy Lee. Het lijkt een jeugdliefde te zijn van Jack White die hij maar niet kan vergeten, voor de rest weet men niets van haar.

## Trivia
- Jack White werd de op 16 na beste gitarist ooit genoemd door Rolling Stone.
- Vóór de White Stripes had Jack White een meubelwinkel. Al het materiaal in deze winkel was gekleurd in wit, zwart en rood.
- Jack en Meg White spelen een rol in de film Coffee and Cigarettes.
- Jack White speelt een bijrol in de film Cold Mountain.
- Jack White maakte in 2008, samen met Alicia Keys, het nummer Another way to die, het titelnummer van de James Bond-film Quantum of Solace.
- Jack en Meg White komen voor in the Simpsons, in de aflevering van 17 september 2006 als "Jazzy And The Pussycats".
- Jack komt ook een keer voor in Celebrity Deathmatch, een animatieprogramma van klei op MTV. Het is dan Jack White vs. Jack Black, wat ze natuurlijk met opzet hebben gedaan. Later komt Meg Jack helpen.
- Het riffje van Seven Nation Army is uitgegroeid tot een internationaal voetbalsupporterslied. Het werd als supporterslied voor het eerst gezongen op 22 oktober 2003 door de "Blue army", de supporters van Club Brugge, na het doelpunt van Andrés Mendoza tijdens de UEFA Champions League wedstrijd AC Milan - Club Brugge . Het lied werd tot het seizoen 2010-2011 door de Blue Army nog steeds gebruikt om een doelpunt te vieren. Het werd ook door Italianen uit volle borst meege"po-po-po-pooo"d tijdens wedstrijden van hun nationale elftal.
- Deze riff was geïnspireerd op het hoofdthema van Anton Bruckners Symfonie nr. 5 (Bruckner).
- Het riffje van Seven Nation Army wordt door voetbalclub FC Bayern München gebruikt na elk doelpunt dat er door hun gescoord wordt in de Allianz Arena.
- The White Stripes speelden in Canada hun kortste concert ooit, met slechts één noot (een mi). Het was een gratis concert en het publiek was op de hoogte. Het concert staat op hun live cd/dvd Under great white northern lights.
- Darter Michael van Gerwen heeft Seven Nation Army uitgekozen als opkomstlied bij tv-toernooien van de PDC.

## Discografie

### Albums
| Album met eventuele hitnotering(en) in de Nederlandse Album Top 100 | Datum van verschijnen | Datum van binnenkomst | Hoogste positie | Aantal weken | Opmerkingen |
| ------------------------------------------------------------------- | --------------------- | --------------------- | --------------- | ------------ | ----------- |
| Elephant                                                            | 31-03-2003            | 12-04-2003            | 24              | 51           |             |
| Get behind me Satan                                                 | 06-06-2005            | 11-06-2005            | 13              | 24           |             |
| Icky Thump                                                          | 15-06-2007            | 23-06-2007            | 8               | 12           |             |
| Under Great White Northern Lights                                   | 12-03-2010            | 20-03-2010            | 54              | 4            |             |
| My Sister Thanks You and I Thank You, The Greatest Hits             | 2020                  | 20-02-2021            | 81              | 1            |             |

| Album met hitnotering(en) in de Vlaamse Ultratop 200 albums | Datum van verschijnen | Datum van binnenkomst | Hoogste positie | Aantal weken | Opmerkingen |
| ----------------------------------------------------------- | --------------------- | --------------------- | --------------- | ------------ | ----------- |
| Elephant                                                    | 2003                  | 12-04-2003            | 11              | 73           |             |
| Get behind me Satan                                         | 2005                  | 11-06-2005            | 3               | 27           |             |
| Icky Thump                                                  | 2007                  | 23-06-2007            | 2               | 16           |             |
| Under Great White Northern Lights                           | 2010                  | 20-03-2010            | 30              | 9            |             |
| The Complete John Peel Sessions                             | 2016                  | 28-05-2016            | 105             | 1            |             |

### Singles
| Single met eventuele hitnotering(en) in de Nederlandse Top 40 | Datum van verschijnen | Datum van binnenkomst | Hoogste positie | Aantal weken | Opmerkingen                 |
| ------------------------------------------------------------- | --------------------- | --------------------- | --------------- | ------------ | --------------------------- |
| Hotel Yorba                                                   | 2001                  | -                     |                 |              | Nr. 88 in de Single Top 100 |
| Seven Nation Army                                             | 2003                  | 13-05-2003            | 22              | 5            | Nr. 42 in de Single Top 100 |
| I Just Don't Know What to Do with Myself                      | 2003                  | -                     |                 |              | Nr. 92 in de Single Top 100 |
| The Hardest Button to Button                                  | 2003                  | 03-01-2004            | tip13           | -            | Nr. 90 in de Single Top 100 |
| Blue Orchid                                                   | 2005                  | -                     |                 |              | Nr. 81 in de Single Top 100 |
| My Doorbell                                                   | 2005                  | 22-10-2005            | 37              | 3            | Nr. 79 in de Single Top 100 |

| Single met hitnotering(en) in de Vlaamse Ultratop 50 | Datum van verschijnen | Datum van binnenkomst | Hoogste positie | Aantal weken | Opmerkingen |
| ---------------------------------------------------- | --------------------- | --------------------- | --------------- | ------------ | ----------- |
| Jolene                                               | 2004                  | 01-01-2005            | 28              | 8            |             |
| Icky Thump                                           | 2007                  | 16-06-2007            | 49              | 3            |             |
| City Lights                                          | 2016                  | 10-09-2016            | tip             | -            |             |

### Muziekclips
- "Hotel Yorba", geregisseerd door Anthony Garth & Dan Miller
- "We're Going to Be Friends", geregisseerd door Anthony Garth & Kevin Carrico
- "Fell in Love with a Girl", geregisseerd door Michel Gondry
- "Dead Leaves and the Dirty Ground", geregisseerd door Michel Gondry
- "Black Math", geregisseerd door Anthony Garth
- "Seven Nation Army", geregisseerd door Alex and Martin
- "I Just Don't Know What to Do with Myself", geregisseerd door Sofia Coppola
- "The Hardest Button to Button", geregisseerd door Michel Gondry
- "Jolene (Live Under Blackpool Lights)", geregisseerd door Dick Carruthers
- "Blue Orchid", geregisseerd door Floria Sigismondi
- "My Doorbell", geregisseerd door the Malloys
- "The Denial Twist", geregisseerd door Michel Gondry
- "Icky Thump", geregisseerd door The Malloys & Jack White
- "You Don't Know What Love Is (You Just Do as You're Told)"

### Dvd's
- Candy Coloured Blues (2003) (niet officieel)
- Under Blackpool Lights (2004)
- Under Great White Northern Lights (2010)

| Dvd's met hitnoteringen in de Vlaamse Ultratop muziek-dvd top 10/20 | Datum van verschijnen | Datum van binnenkomst | Hoogste positie | Aantal weken | Opmerkingen |
| ------------------------------------------------------------------- | --------------------- | --------------------- | --------------- | ------------ | ----------- |
| Under blackpool lights                                              | 2004                  | 11-12-2004            | 4               | 13           |             |

### NPO Radio 2 Top 2000
| Nummer met noteringen in de NPO Radio 2 Top 2000 | '11  | '12 | '13 | '14 | '15 | '16 | '17 | '18 | '19 | '20 | '21 | '22 | '23 | '24 |
| ------------------------------------------------ | ---- | --- | --- | --- | --- | --- | --- | --- | --- | --- | --- | --- | --- | --- |
| Seven Nation Army                                | 1778 | 249 | 189 | 205 | 210 | 137 | 184 | 208 | 303 | 281 | 321 | 373 | 438 | 451 |

1. ↑  Een vetgedrukt getal geeft de hoogste notering aan.
2. ↑  2011 was het eerste jaar met een notering voor dit nummer.

## Prijzen
- 2002 MTV Video Music Award for Best Special Effects voor Fell in Love with a Girl
- 2002 MTV Video Music Award for Best Editing voor Fell in Love with a Girl
- 2002 MTV Video Music Award for Breakthrough Video voor Fell in Love with a Girl
- 2003 MTV Video Music Award for Best Editing voor Seven Nation Army
- 2004 Brit Award for International group
- 2004 Brit Award for Best Single voor Seven Nation Army
- 2004 Grammy Award for Best Alternative Music Album voor Elephant
- 2004 Grammy Award for Best Rock Song voor Seven Nation Army by Jack White
- 2006 Grammy Award for Best Alternative Music Album voor Get Behind Me Satan